# Премія Британської науково-фантастичної асоціації
Премія Британської асоціації наукової фантастики (англ. British Science Fiction Association Award, BSFA Award) — щорічна літературна премія, яку присуджують за науково-фантастичні твори. Заснована Британською асоціацією наукової фантастики у 1970 році. Вручається у рамках «Істеркону» (Eastercon) — національного науково-фантастичного конвенту. Присуджують премію голосуванням членів BSFA, а в останні роки — всіх учасників конвенту (проте правом номінування мають як і раніше тільки члени асоціації).
Склад номінацій неодноразово змінювався. На премію можуть бути висунуті романи, вперше опубліковані в Сполученому Королівстві в минулому календарному році, а також повісті та оповідання, що вийшли за той же період де б то не було.
У 1966-67 роках присуджували «пробні» нагороди; премія тоді називалася «Британською премією фентезі», проте її не слід плутати із сучасною British Fantasy Award. 2008 року, в честь 50-річчя асоціації, були вручені ретроспективні премії за найкращі твори 1958 року.

## Категорії
Спершу вручалася лише у категорії «За найкращий роман». Згодом кількість категорій збільшена:
| Оригінальна назва                               | Категорія українською                        | Рік початку | Рік завершення |
| ----------------------------------------------- | -------------------------------------------- | ----------- | -------------- |
| BSFA Award for Best Novel                       | Найкращий фантастичний роман                 | з 1969      |                |
| BSFA Award for Best Shorter Fiction             | Найкраща фантастична коротка повість         | з 2023      |                |
| BSFA Award for Best Short Fiction               | Найкраща фантастична повість                 | з 1980      |                |
| BSFA Award for Best Collection                  | Найкраща збірка                              | з 2023      |                |
| BSFA Award for Best Fiction for Younger Readers | Найкращий фантастичний твір для юних читачів | з 2021      |                |
| BSFA Award for Best Translated Short Fiction    | Найкраще фантастичне оповідання у перекладі  | з 2023      |                |
| BSFA Award for Best Artwork                     | Найкраща робота художника                    | з 1979      |                |
| BSFA Award for Best Original Audio Fiction      | Найкращий фантастичний аудіо твір            | з 2023      |                |
| BSFA Award for Best Non-Fiction                 | Найкращий нехудожній твір                    | з 2021      |                |
| BSFA Award for Best Short Non-Fiction           | Найкращий короткий нехудожній твір           | з 2023      |                |